# جولة زوو التلفزيونية

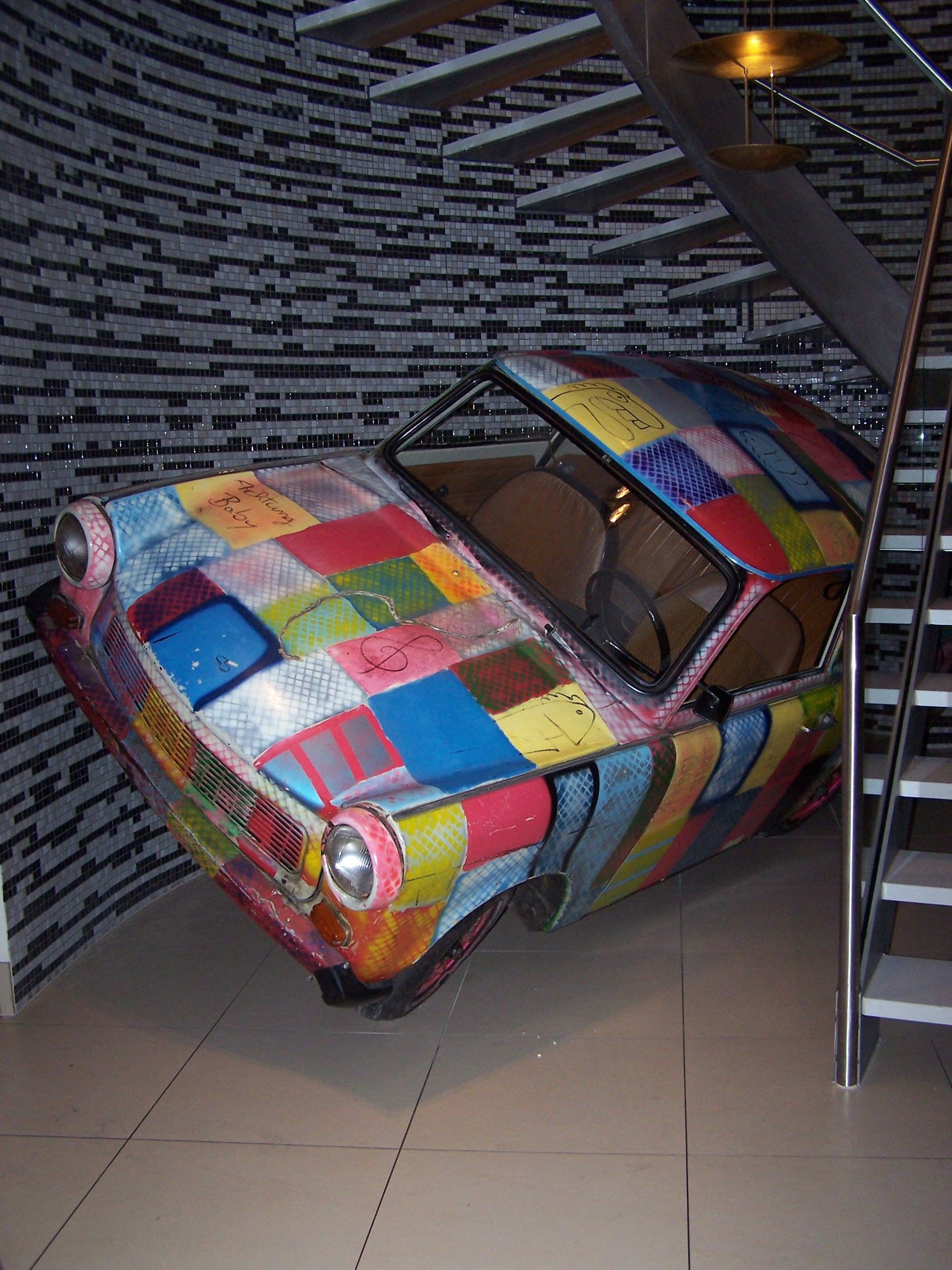

جولة زوو التلفزيونية (بالإنجليزية: Zoo TV Tour)‏ هي جولة موسيقية قامت بها فرقة الروك يو تو. جائت هذه الجولة في اطار دعم ألبوم الفرقة الجديد والذي حمل الاسم (بالإنجليزية: Achtung Baby)‏ في العام 1991 وشملت الجولة الساحات والملاعب الرياضية ما بين عامي 1992 و 1993. كانت هذه الجولة نقلة نوعية بالطابع الموسيقي للفرقة الذي صاحب أطلاق ألبومهم الجديد المذكور سابقا وأعطاء نوع من الغموض وجعل باب التوقعات مفتوحا حول التوجهات الموسيقية الجديدة بالفرقة. وعلى عكس الجولات الموسيقة السابقة للفرقة، كانت هذه الجولة الجديدة منظمة بشكل جيد وتم تغطيتها اعلاميا، هربا من السمعة الماخوذة عنهم والمتثملة بالجدية حيث تبنت فرقة اليو تو طابعا أكثر مرحا وأقل جدية. جولة زوو وألبوم (بالإنجليزية: Achtung Baby)‏ كانا مركز اهتمام الفرقة في التسعينات وجائا تمثيلا لتوجهات جديدة في الفرقة وهدفا لتغيير الصورة النمطية الماخوذة عن اليو تو.

## الخلفية
كانت خلفية هذه الجولة هي اطلاق البومهم (بالإنجليزية: The Joshua Tree)‏ والجولة الموسيقية المصاحبة له، حيث حملهم إلى مستوى جديد من النجاح التجاري والنقدي خاصة بالولايات المتحدة. وكانت الجولة الخاصة بهذا الألبوم ضيقة كما هو معهود في جولات الفرقة السابقة وفي اضيق الحدود تشير إلى الجانب المالي والاعلاني الذي صاحب الجولة الموسيقية المصاحبة للالبوم (بالإنجليزية: The Joshua Tree)‏ كما في جولات الفرقة السابقة  لكن التحول الجذري كان مع اطلاق ألبوم (بالإنجليزية: Achtung Baby)‏ والجولة المصاحبة له والتي أطلق عليها جولة زوو التلفزيونية حيث صاحب دعاية اعلانية كبيرة وحملات ترويجية واسعة.